# لرنامردز
لِرنامِردْزْ (به ارمنی: Լեռնամերձ) روستای بزرگی است در ارمنستان. این روستا در شمال خاوری استان آرماویر، در ۴۰ کیلومتری باختر ایروان و شمال واغارشاپات (اچمیادزین) واقع شده‌است.  در  کیلومتری شمال آرماویر، مرکز استان آرماویر واقع شده است.
این روستا ۵۰۰ نفر جمعیت دارد و با وجود فروپاشی شوروی در سال ۱۹۹۱، مردم آن همواره پیرو کمونیسم سبک شوروی هستند.
پیش از سال ۱۹۹۵ تنها ۵ کمونیست ثبت‌شده در لرنامردز وجود داشت اما امروزه همه روستائیان این روستا خود را پیرو مکتب کمونیسم معرفی می‌کنند و خواستار بازگشت نظام کمونیستی به ارمنستان هستند.
این روستا که "کوبای کوچک" لقب گرفته شمار زیادی از بازدیدکنندگان کمونیست را به خود جلب کرده‌است.